# باچکی یاراک
باچکی یاراک (به صربی: Bački Jarak) یک روستا در صربستان است که در تمرین واقع شده‌است. باچکی یاراک ۱۹٫۱ کیلومتر مربع مساحت و ۵٬۶۸۷ نفر جمعیت دارد.